# Andrija Bobola
Andrija Bobola (polj. Andrzej Bobola; Sandomierz, 1591. – Ivanava, 20. svibnja 1657.), poljski svećenik, redovnik i mučenik. Njegov spomendan slavi se 21. svibnja. Njegovo tijelo je ostalo neraspadnuto do danas.

## Životopis
Rođen je 1592. u bogatoj plemićkoj obitelji u Poljskoj. Andrija je pohađao srednju isusovačku školu. S 19 godina pridružio se u Družbu Isusovu. Za svećenika se zaredio 1622. godine, a svečane redovničke zavjete polaže godine 1630. Šest godina poslije odlazi kao misionar djelovati u Litvi.
Tamo provodih sljedećih 21. godinu gdje obraćao protestante. No švedski kralj Gustav Adolf je širio i štitio protestantizam u Švedskoj i Litvi. U Brestu su se 1596. godine udružili pravoslavci s protestantima te su činili sve protiv njega. Na kraju su pozvali Kozake da ubiju Andriju. Oni su ga nakon svete mise privezali za konje i odvukli ga u Janov, gdje su ga mučili. Mučitelji su ga pekli, sjekli dijelove tijela, gulili kožu i čupali nokte te na kraju glavu odrubili sabljom.
Stanovnici Janova pobožno su ga sahranili, a kasnije su ga predali isusovcima u Pinsk. Slučajno su mu 1808. pronašli tijelo te ga je 1922. vojska Crvene armije i odnijela u Moskvu. Odatle ga je za vrijeme gladi u Rusiji uspjela dobiti Sveta Stolica i prenijeti u Rim.
Papa Pio IX. proglasio ga je 1853. blaženim, a papa Pio XI. proglasio ga je svetim 1938. godine. Tijelo su mu tada vratili u rodnu Poljsku. Zaštitnik je Poljske, Varšavske i Varminjske nadbiskupije, jedinstva Istočne i Zapadne Crkve, Slavenske asistencije Družbe Isusove te mnogih poljskih, litavskih i bjeloruskih naselja, župa i crkava.